# Bourges
Bourges [buʁʒ] ⓘ ist eine Stadt mit 64.238 Einwohnern (Stand 1. Januar 2022) in Frankreich. Sie ist Hauptort des Départements Cher in der Region Centre-Val de Loire und Sitz eines Erzbistums.

## Geografie
Die Stadt liegt an der Mündung der Flüsse Auron und Moulon in die Yèvre, sowie am aufgelassenen Canal de Berry. Die geographische Mitte Frankreichs (Vesdun) ist etwa 70 Kilometer südlich. Bourges gilt als
Bevölkerungsmittelpunkt Frankreichs.

## Geschichte

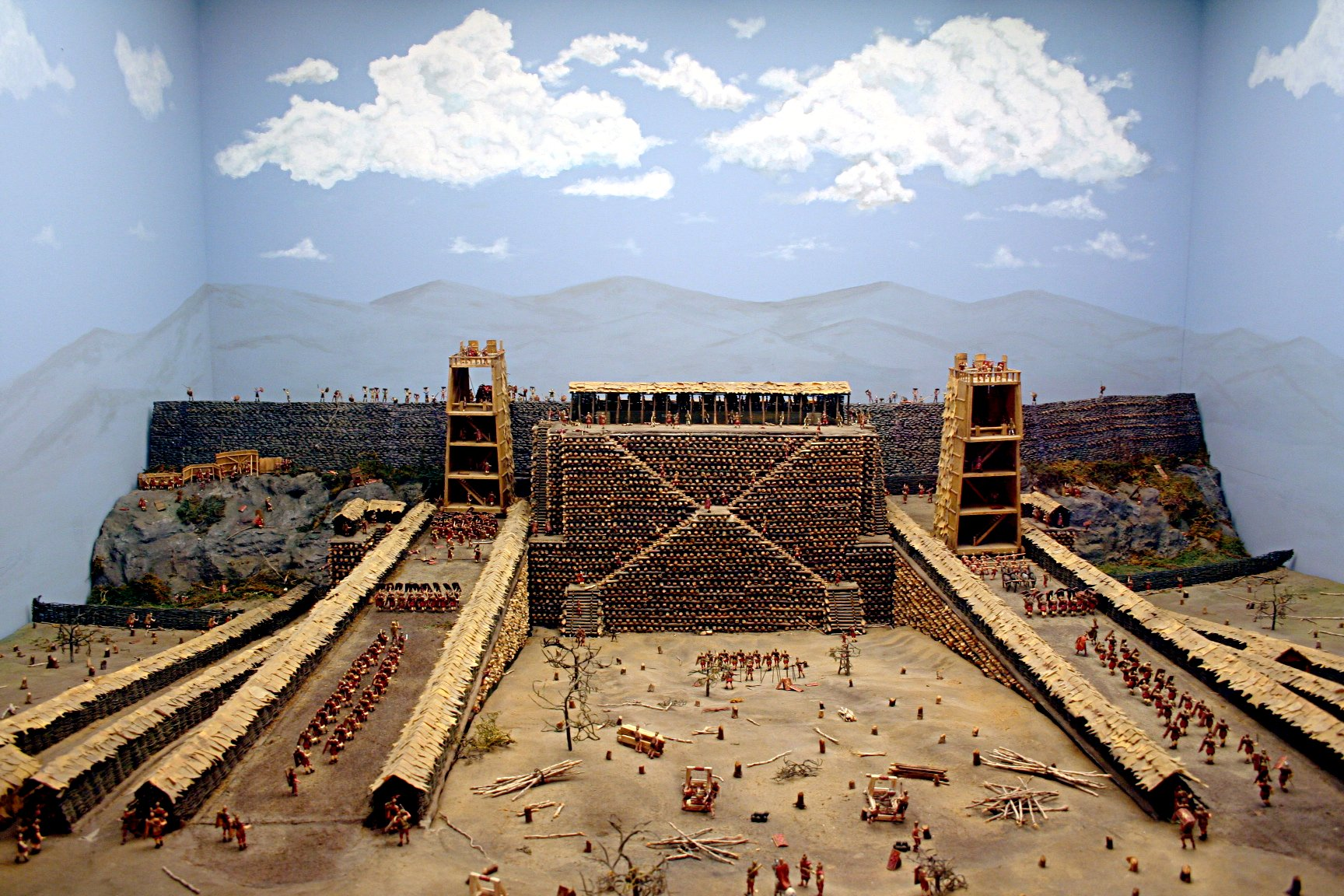
Modell der Erstürmung von Avaricum durch Caesar (52 v. Chr.)

Bourges führte in der Antike den lateinischen Namen Avaricum (bzw. Avariko auf keltisch), der sich von jenem des Flusses Avara (heute Yèvre) ableiten dürfte. Es war der Hauptort des keltischen Stammes der Bituriger und eine der größten Städte ganz Galliens; seine Einwohnerzahl soll 40.000 betragen haben. Es lag in geschützter Lage in der Umgebung von Flüssen und Sümpfen. Hier siegte Caesar im Jahr 52 v. Chr. gegen die aufständischen Gallier unter Vercingetorix in der Schlacht um Avaricum. Dabei wurde der Ort nach langwieriger Belagerung erobert, geplündert und niedergebrannt. Die danach wieder aufgebaute Stadt (die später – im 4. Jahrhundert n. Chr. – Biturigae hieß), gehörte nun zunächst zur römischen Provinz Gallia Celtica, später zur Provinz Gallia Aquitania und fungierte seit Kaiser Diokletian als zentraler Ort der Provinz Aquitania prima. Eine Weiheinschrift für den gallo-römischen Gott Mogetius wurde entdeckt. Seit dem Jahr 478 zum Reich der Westgoten gehörig, ging Bourges 507 in den Besitz der Franken über und kam nun an Chlodomer, später an König Guntram I. 583 wurde Bourges von Chilperichs I. Feldherrn Desiderius eingenommen und fast ganz verbrannt.

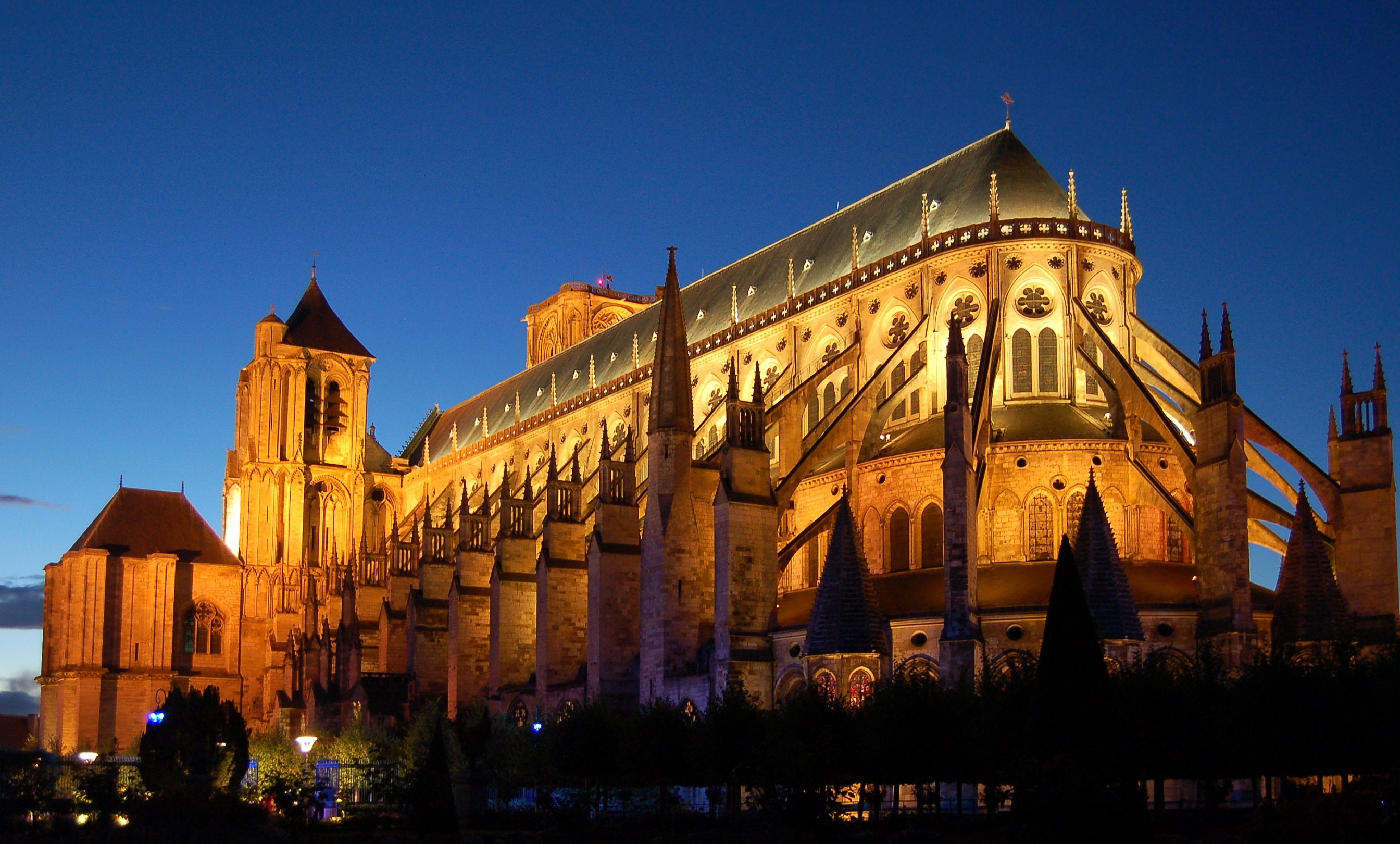
Die gotische Kathedrale von Bourges

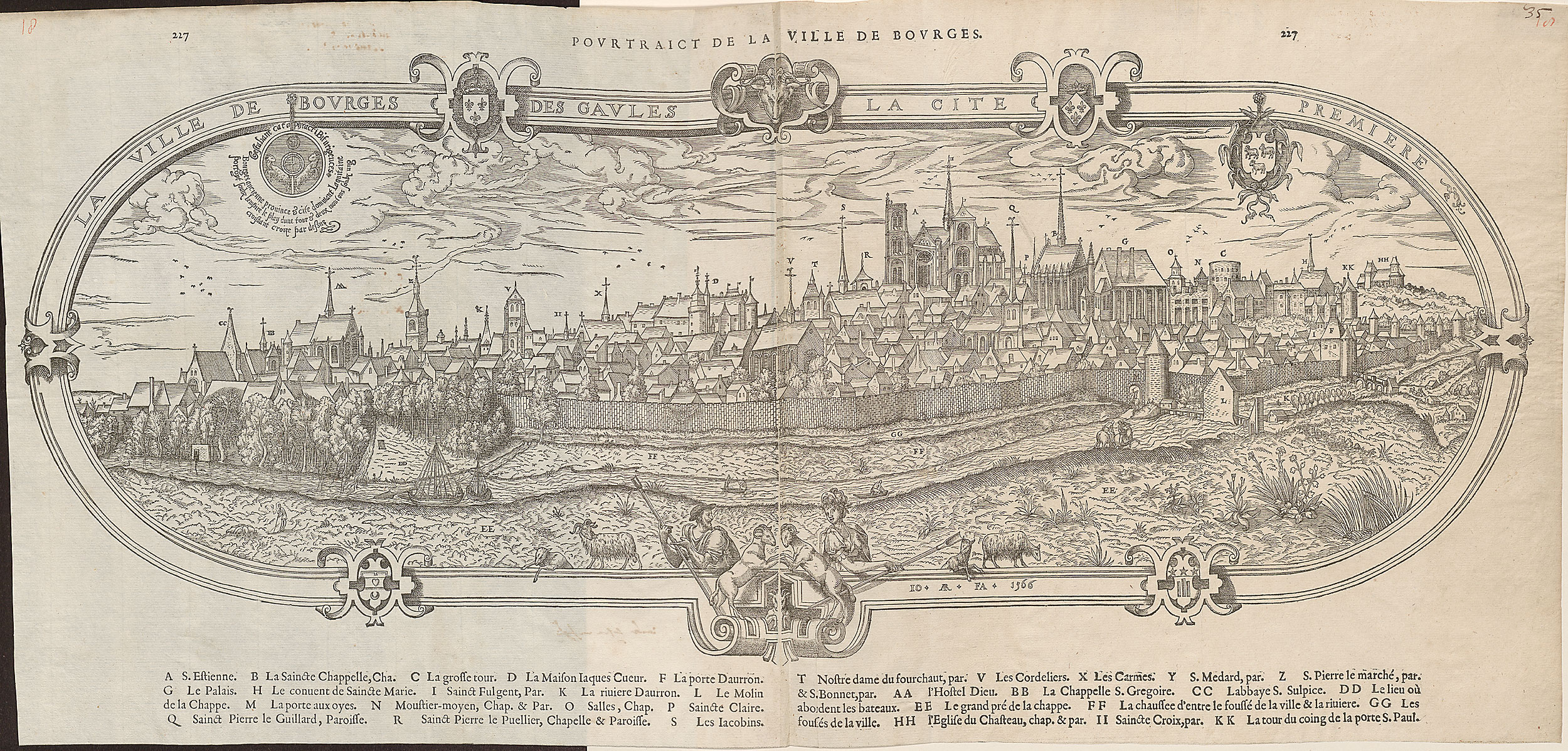
Bourges 1566

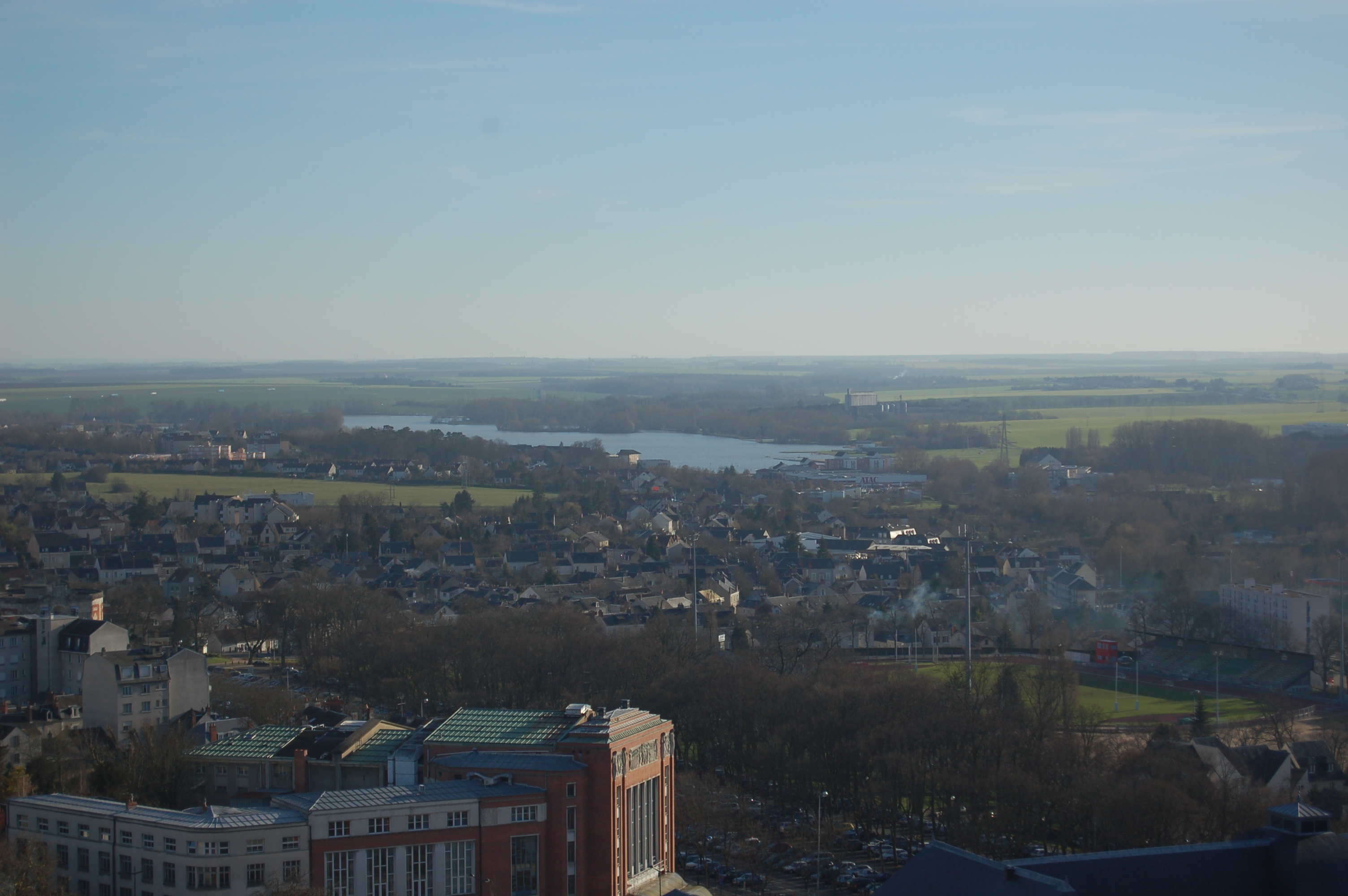
Blick vom Nordturm der Kathedrale über Bourges

Unter den Karolingern wieder aufgebaut, war Bourges ab dem 8. Jahrhundert Sitz der Grafschaft Bourges (bzw. später Vizegrafschaft). 1101 verpfändete Eudes Herpin die Vizegrafschaft an König Philipp I. von Frankreich. In der Folge wurde Bourges Teil der französischen Krondomäne. Ab dem 14. Jahrhundert war es Hauptstadt des Herzogtums Berry. Unter den sechs in den Jahren 1031, 1225, 1276, 1286, 1336 und 1438 zu Bourges abgehaltenen Kirchenversammlungen war diejenige von 1438, die unter dem Vorsitz von König Karl VII. stattfand, durch die hier beschlossene sogenannte Pragmatische Sanktion der Gallikanischen Kirche sehr wichtig.
1412 fand in Bourges ein Vergleich zwischen König Karl VI. und dem Herzog Johann Ohnefurcht von Burgund statt. Karl VII. hielt in der Zeit seiner Bedrängnis vor 1429 in Bourges häufig Hof. 1464 gründete Ludwig XI. hier die Universität Bourges. 1528 sprach sich hier ein Konzil gegen Luther und die Reformation aus. Während der Hugenottenkriege eroberte im Jahr 1562 Montgomery Bourges für die Hugenotten, musste es aber dem Herzog von Guise wieder räumen. Später trat es auf die Seite der katholischen Liga, unterwarf sich aber 1594 dem König Heinrich IV.
Der spanische Thronprätendent Don Carlos hielt sich nach seiner Flucht aus Spanien von September 1839 bis August 1845 in Bourges auf und unterzeichnete am 18. Mai 1845 die Abdankungsurkunde zugunsten seines Sohnes Carlos Luis, Prinzen von Asturien. Vom 7. März bis 2. April 1849 war Bourges Schauplatz des großen Staatsprozesses gegen die Angeklagten des Mai-Attentates von 1848, darunter Louis-Auguste Blanqui, Louis Blanc, Armand Barbès, Albert L’Ouvrier und François-Vincent Raspail.
Nach Frankreichs Eintritt in den Zweiten Weltkrieg befand sich in Bourges ein Internierungslager, in dem vorwiegend deutsche Emigranten festgehalten wurden. 
Nach France Archives, dem französischen Nationalarchiv, gehörte Bourges am 15. Januar 1940 Bourges noch immer zu einem der etwa sieben Internierungsorte für Deutsche im Département Cher. Wie lange das Lager bestand, ist nicht belegt.
Während des Westfeldzugs wurde Bourges am 5. Juni 1940 von der deutschen Luftwaffe bombardiert. Dabei wurden der Flughafen und eine Flugzeugfabrik zerstört und etwa 50 Menschen kamen ums Leben. Mit der Besatzungsmacht kam 1942 auch der Franziskaner Alois Stanke (1904–1975), der sich Bruder Alfred nannte, nach Bourges. Er wurde im Bordiot-Gefängnis als Wärter und Krankenpfleger eingesetzt, kümmerte sich heimlich um die von der Gestapo verhörten und gefolterten Gefangenen und half auch einigen bei der Flucht.
Bei Kriegsende wurde Stanke von den Alliierten verhaftet und in den USA interniert. Erst lange nach Kriegsende gelangte er dank seiner französischen Freunde, die nach ihm gesucht hatten, wieder in die Freiheit. Er kehrte nach Deutschland zurück und setzte sich für die deutsch-französische Versöhnung ein. Seine Lebensgeschichte wurde 1968 in Frankreich mit Hardy Krüger verfilmt, Le Franciscain de Bourges – Regie: Claude Autant-Lara.

## Bevölkerungsentwicklung
| Jahr                       | 1962   | 1968   | 1975   | 1982   | 1990   | 1999   | 2006   | 2016   |
| Einwohner                  | 60.632 | 70.814 | 77.300 | 76.432 | 75.609 | 72.480 | 70.828 | 65.555 |
| Quellen: Cassini und INSEE |        |        |        |        |        |        |        |        |

## Kultur
Das Haus der Kultur in Bourges wurde offiziell am 18. April 1964 von André Malraux, dem damaligen Staatsminister für Kultur eröffnet. Es ist eines der ersten dieser Art in Frankreich. Weiterhin befindet sich in Bourges das Internationale Institut für elektroakustische Musik (IMEB) und die Hochschule für Musik und Tanz.
Jedes Jahr findet das Printemps de Bourges Musikfestival im Frühling in Bourges statt.
Bourges soll 2028 die fünfte französische Kulturhauptstadt Europas sein.

## Sehenswürdigkeiten

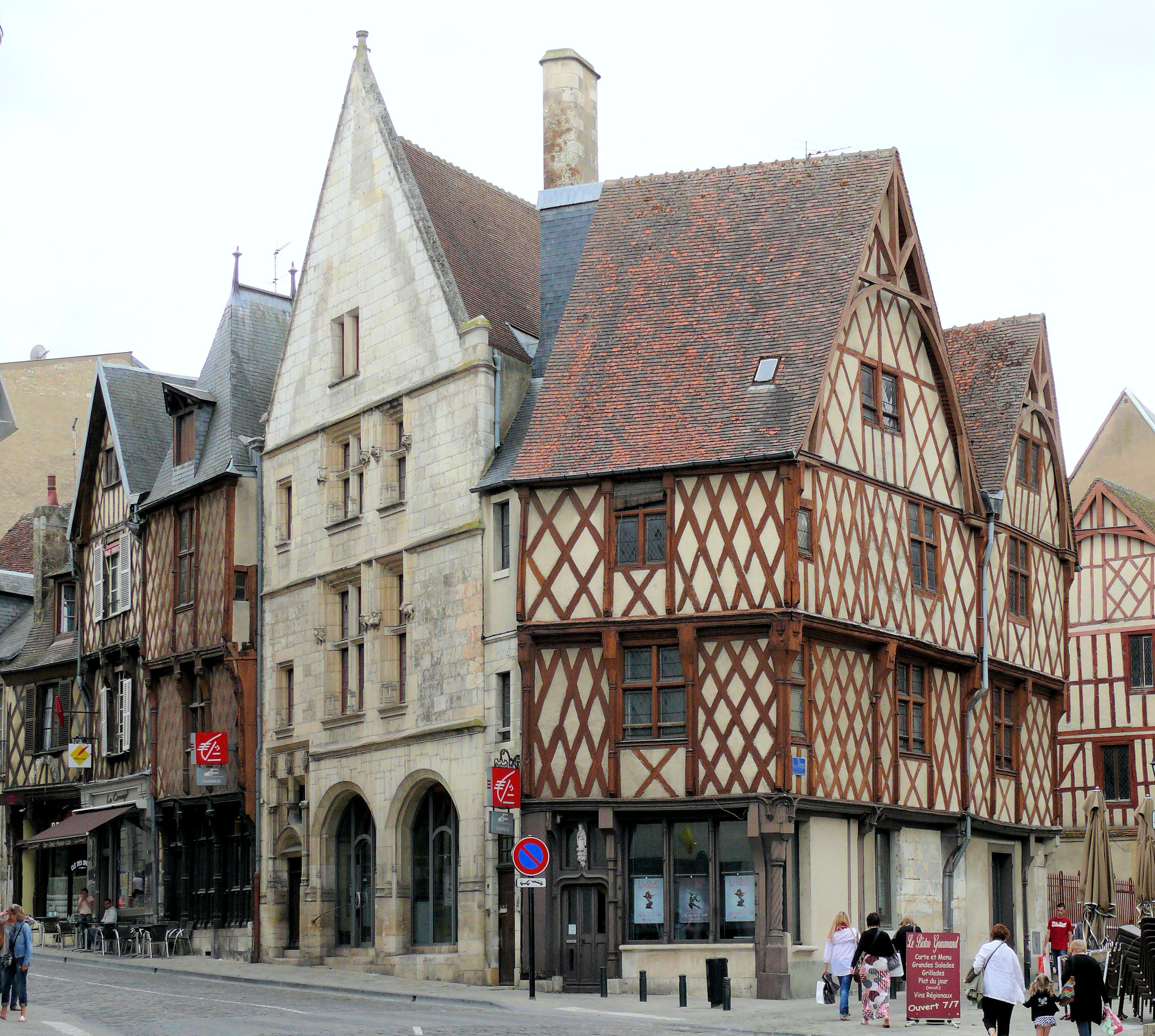
Fachwerkhäuser an der Ecke Rue Pelvoysin und Rue Cambournac

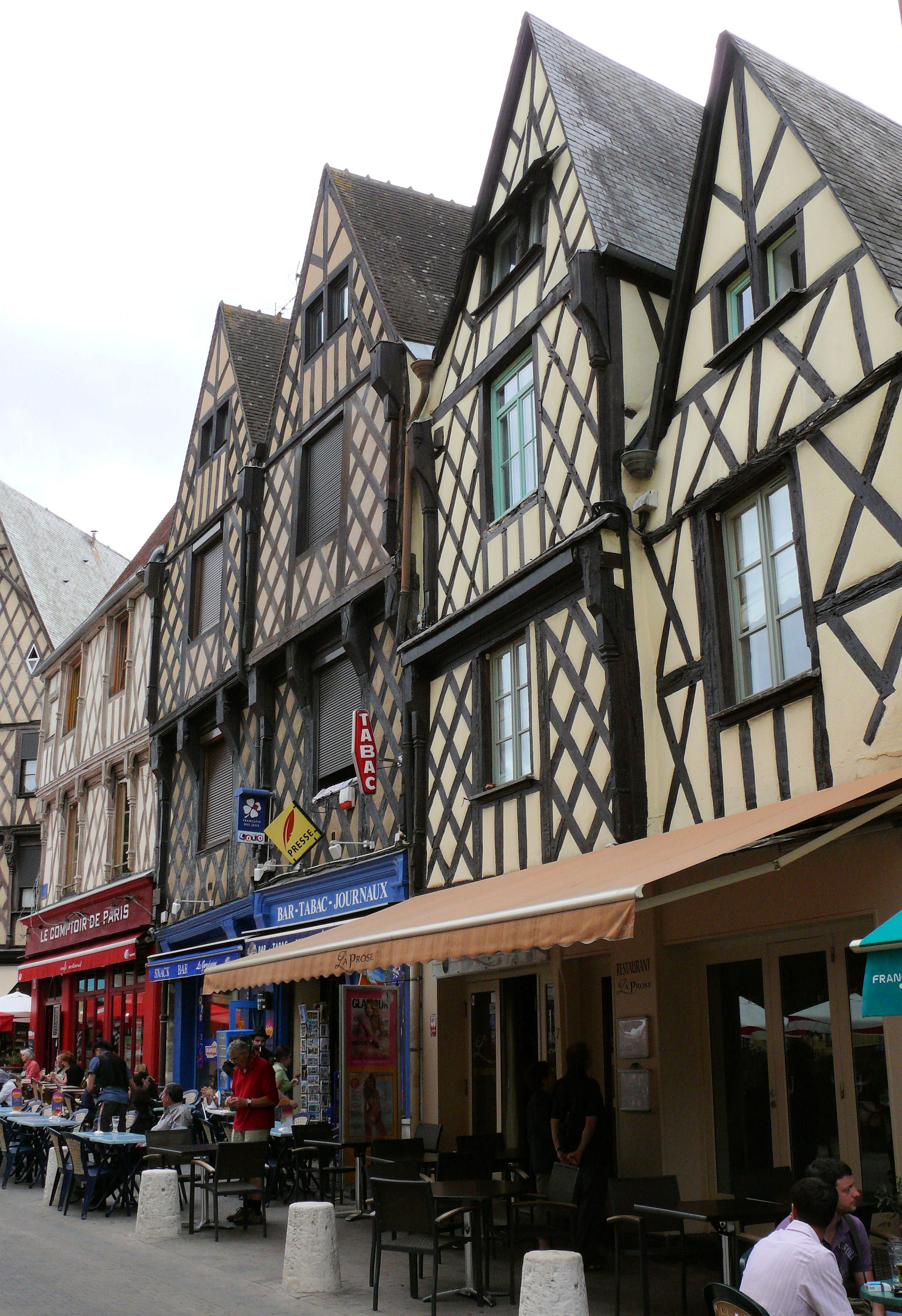
Rue Jean-Girard 1–9

- Die bedeutende gotische Kathedrale Saint-Étienne (erbaut 1195–1255) gehört seit 1992 zum Weltkulturerbe der UNESCO. St.-Etienne ist eine fünfschiffige Basilika ohne Querschiff mit doppeltem Chorumgang. Einzigartig sind die Glasmalereien aus dem 13. Jahrhundert sowie die innovative Gewölbekonstruktion. Bedeutsam sind ferner die Portale der Westfassade.
- Palais Jacques-Cœur, gotische Residenz für den Finanzminister Karls des VII. Jacques Cœur erbaut.
- Hôtel Lallemant, Renaissancepalais
- Schöffenpalais
- klassizistische Gebäude aus dem 17. und 18. Jahrhundert
- Fachwerkhäuser aus dem 15. und 16. Jahrhundert
- gallorömische Stadtmauer
- Kirchen Notre-Dame und Saint-Bonnet
- Porte Saint-Ursin, Überrest einer romanischen Stiftskirche

## Museen
- Musée du Berry
- Musée des Arts décoratifs
- Musée des Meilleurs Ouvriers de France
- Schulmuseum
- Musée Estève im Hôtel des Échevins, Leben und Werk des Malers Maurice Estève
- Naturgeschichtliches Museum (Muséum d’histoire naturelle de Bourges)
- Museum des Widerstands (Musée de la résistance)

## Infrastruktur
Der Bahnhof von Bourges Gare de Bourges bietet direkte Verbindungen nach Paris (2 Stunden), Orléans, Tours und Lyon. Die Autoroute A71 verbindet Bourges mit Orléans und Clermont-Ferrand. Weiterhin befindet sich in der Nähe der Stadt der Aéroport de Bourges, ein kleiner Regionalflughafen.
Der ÖPNV in Bourges ist seit September 2023 kostenlos.

## Bildung
Die Stadt beherbergt einen Campus der Ingenieurschule Institut national des sciences appliquées Centre-Val de Loire.

## Abbildungen historischer Gebäude

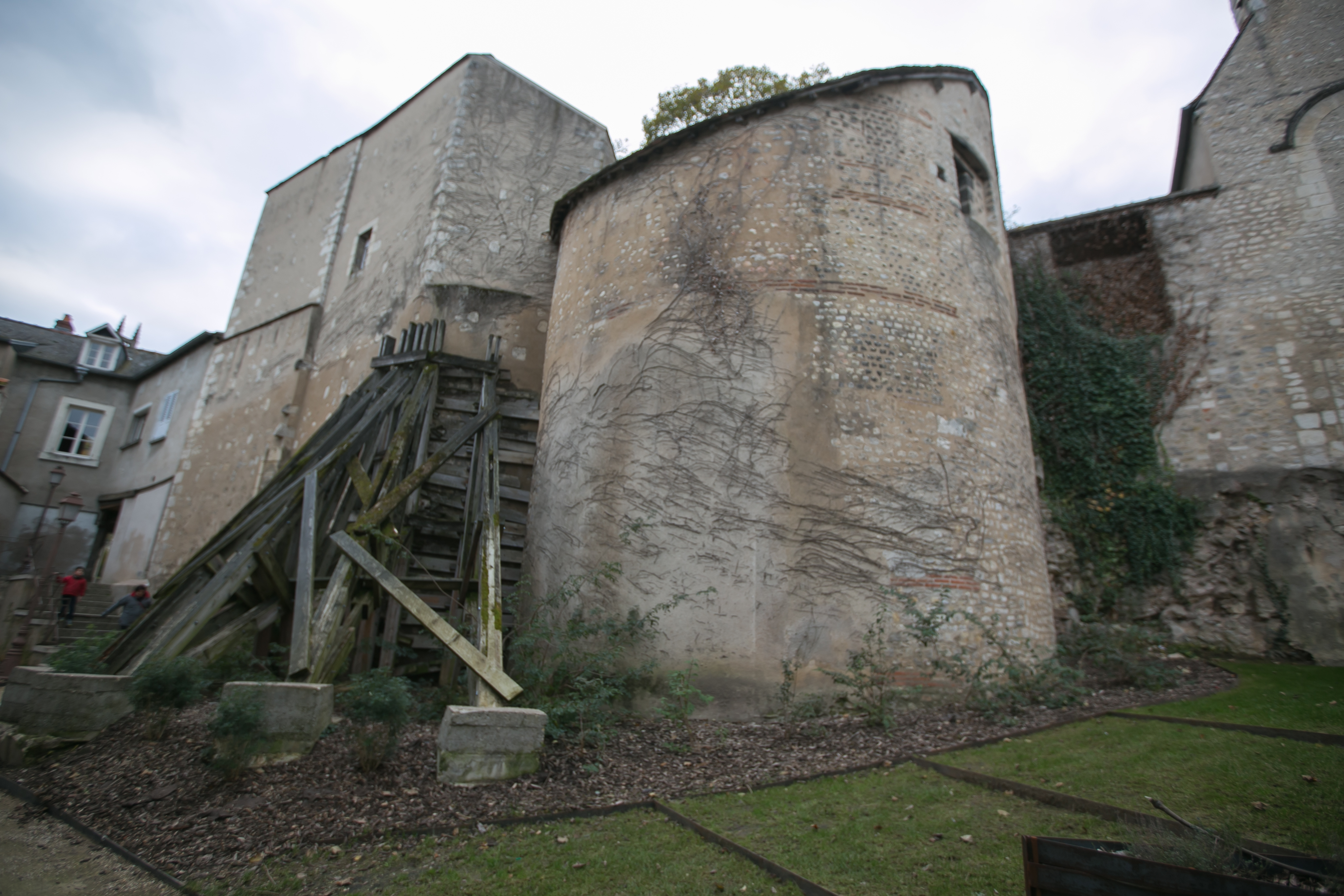
Gallo-römische Stadtmauer
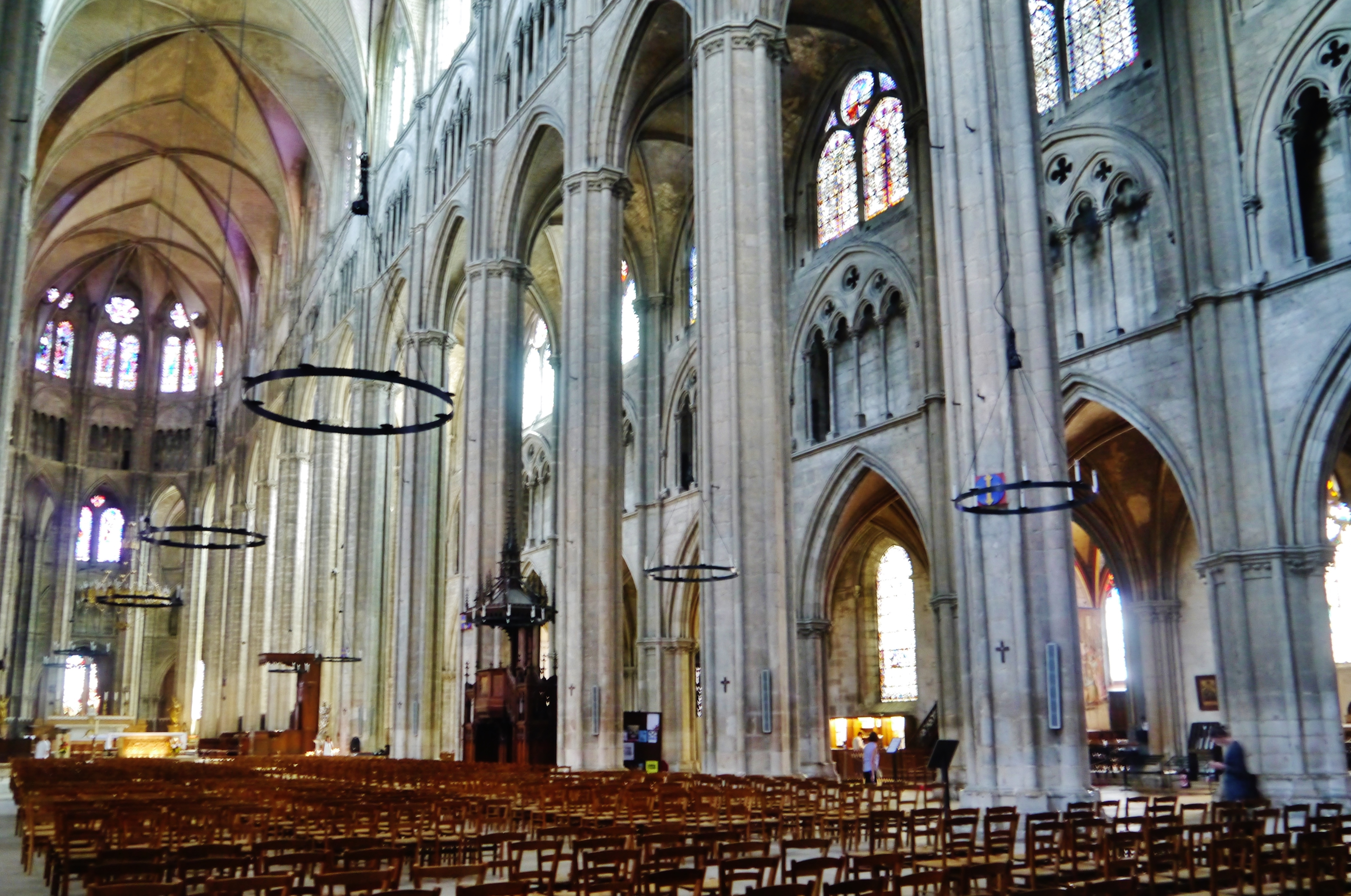
Kathedrale von Bourges
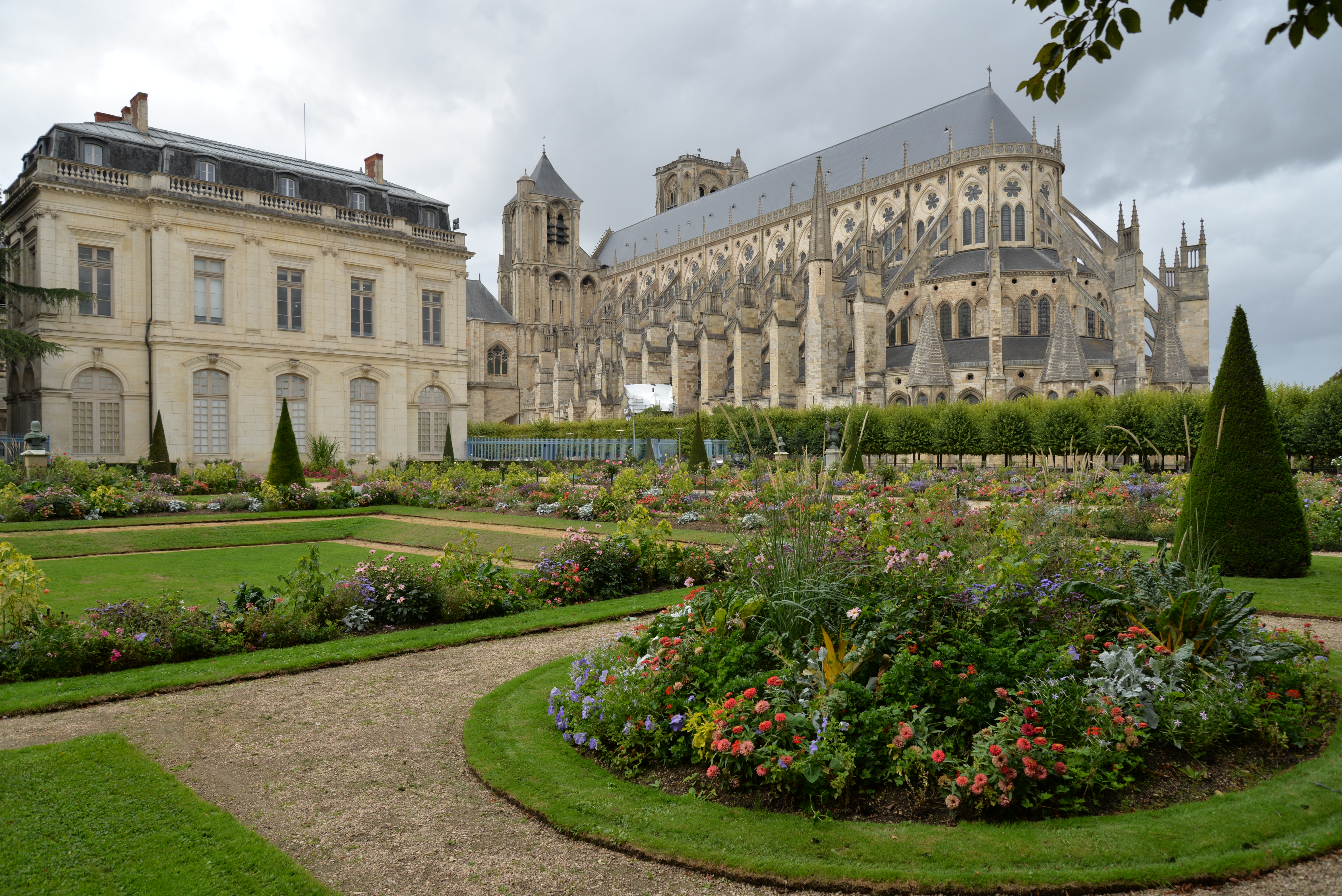
Erzbischöfliches Palais und Kathedrale
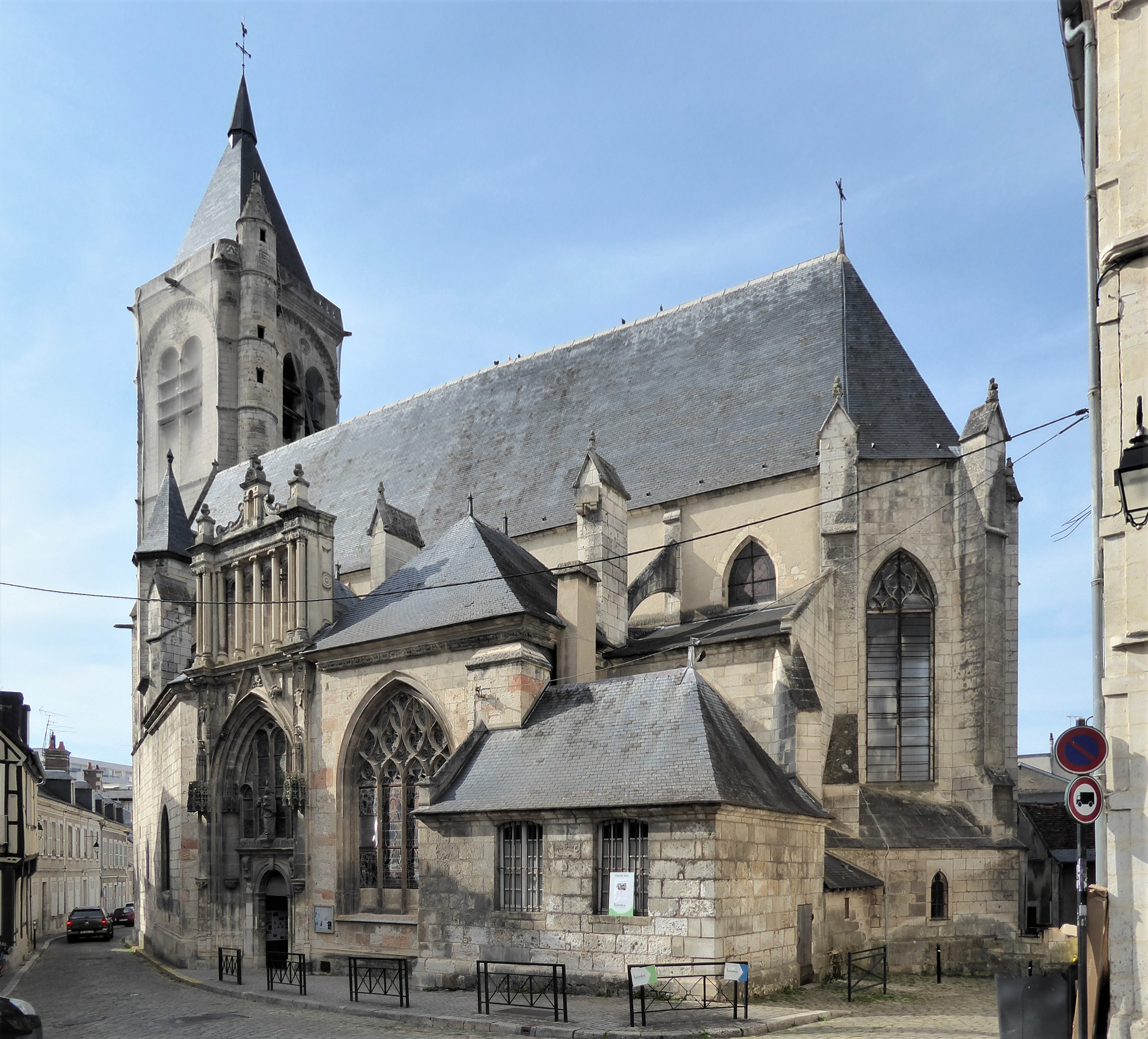
Kirche Notre-Dame de Bourges
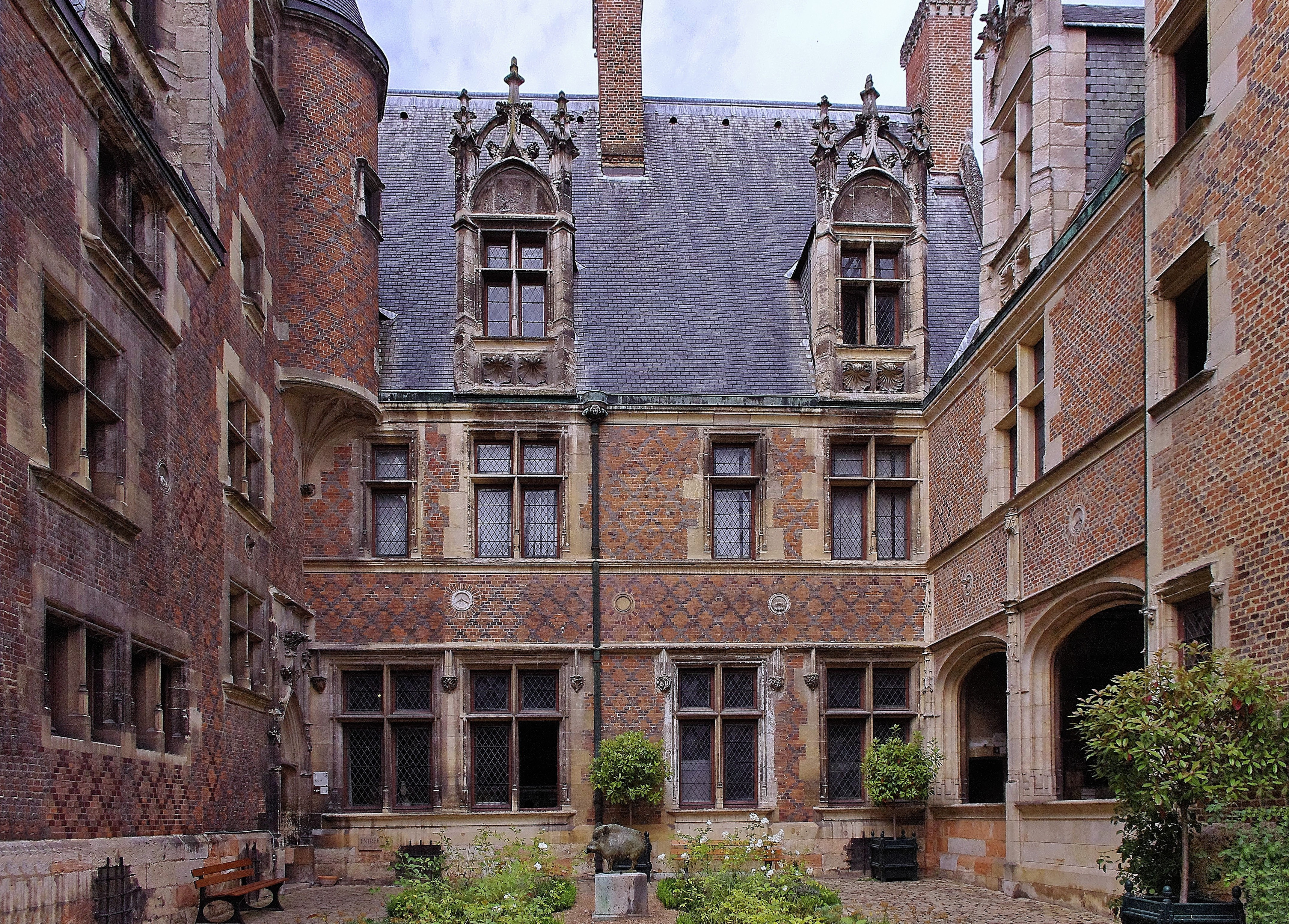
Hôtel Cujas (um 1515)
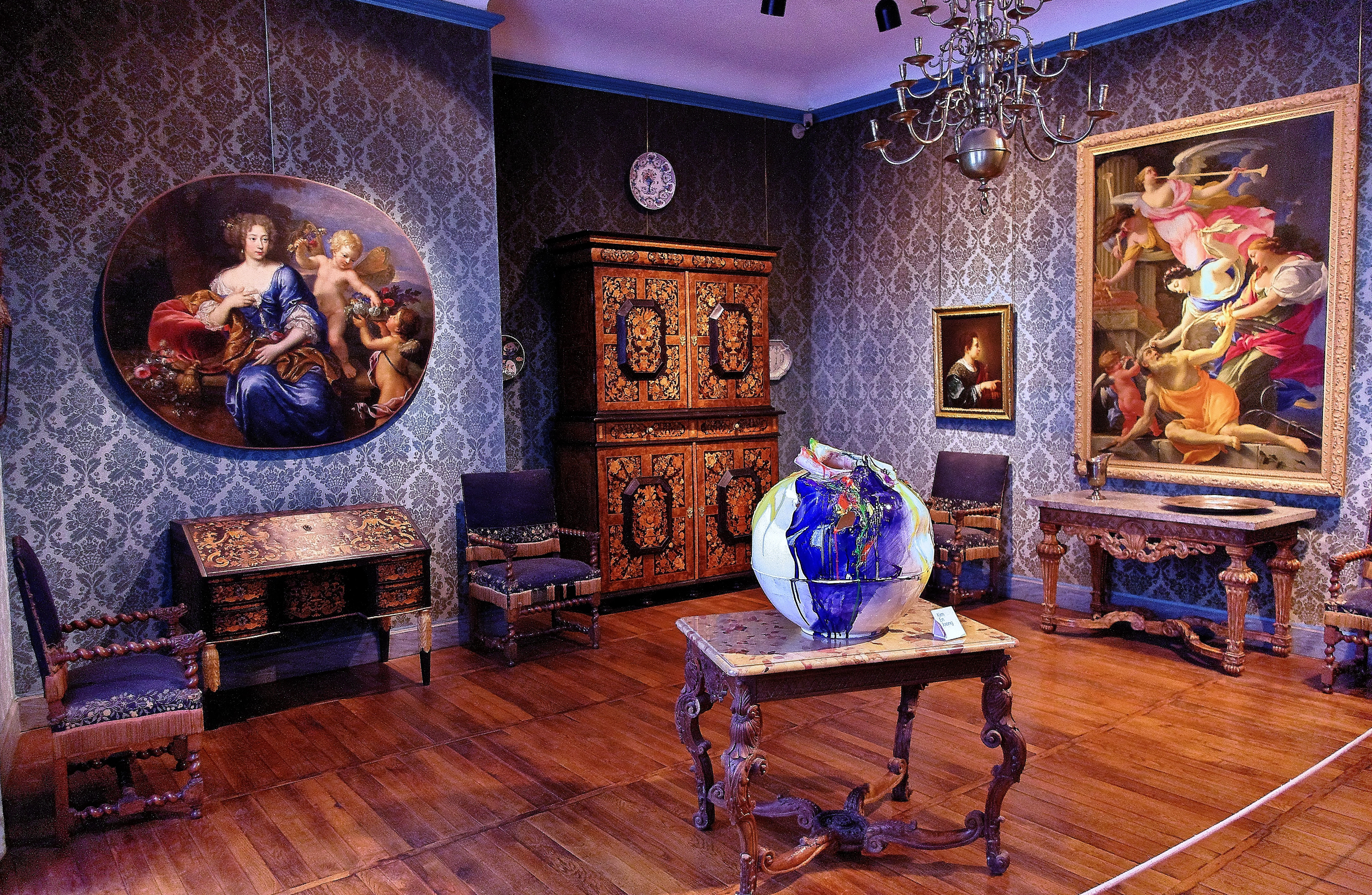
Hôtel Lallemant (Musée des Arts décoratifs)
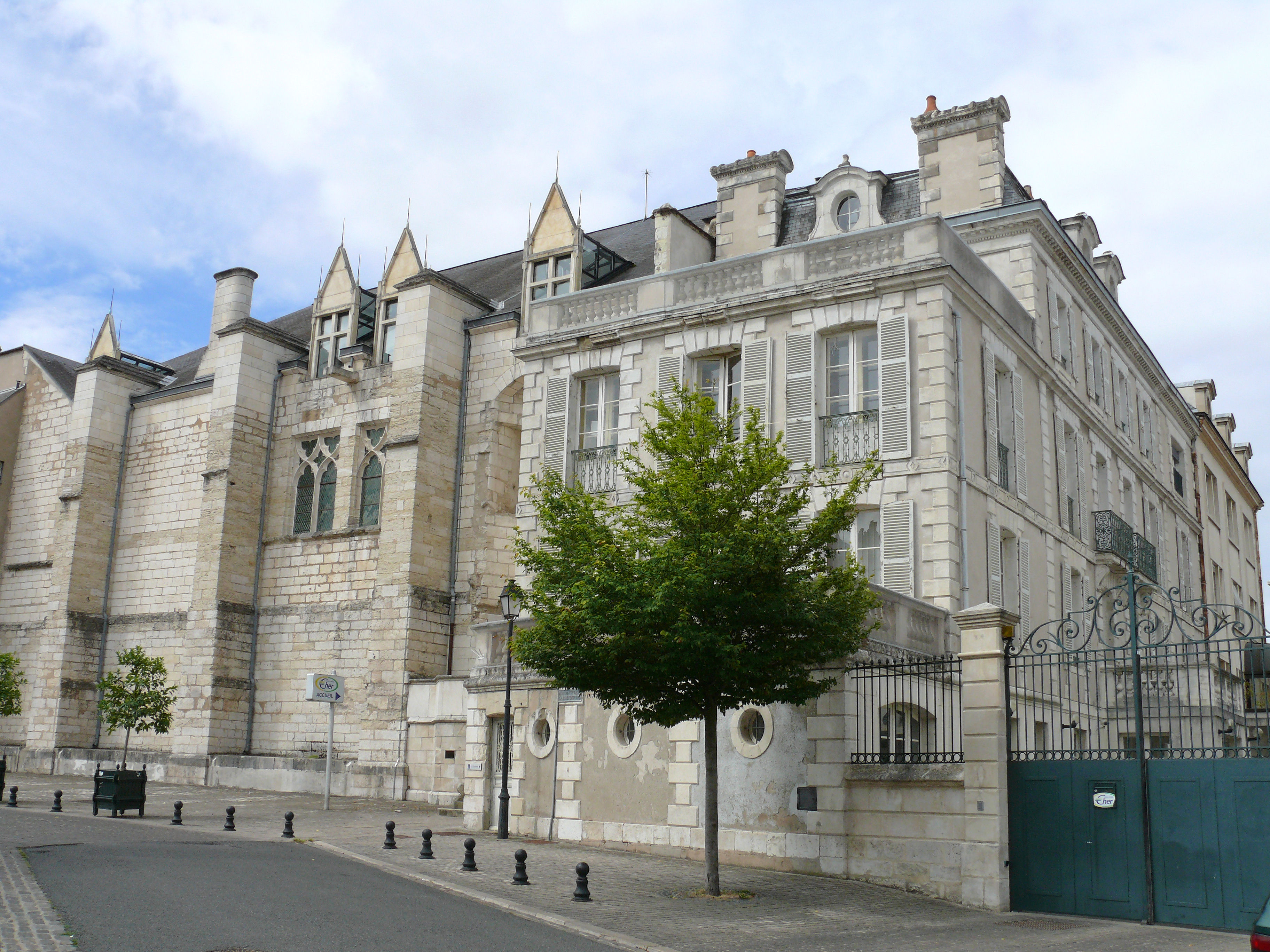
Palais des Herzogs von Berry
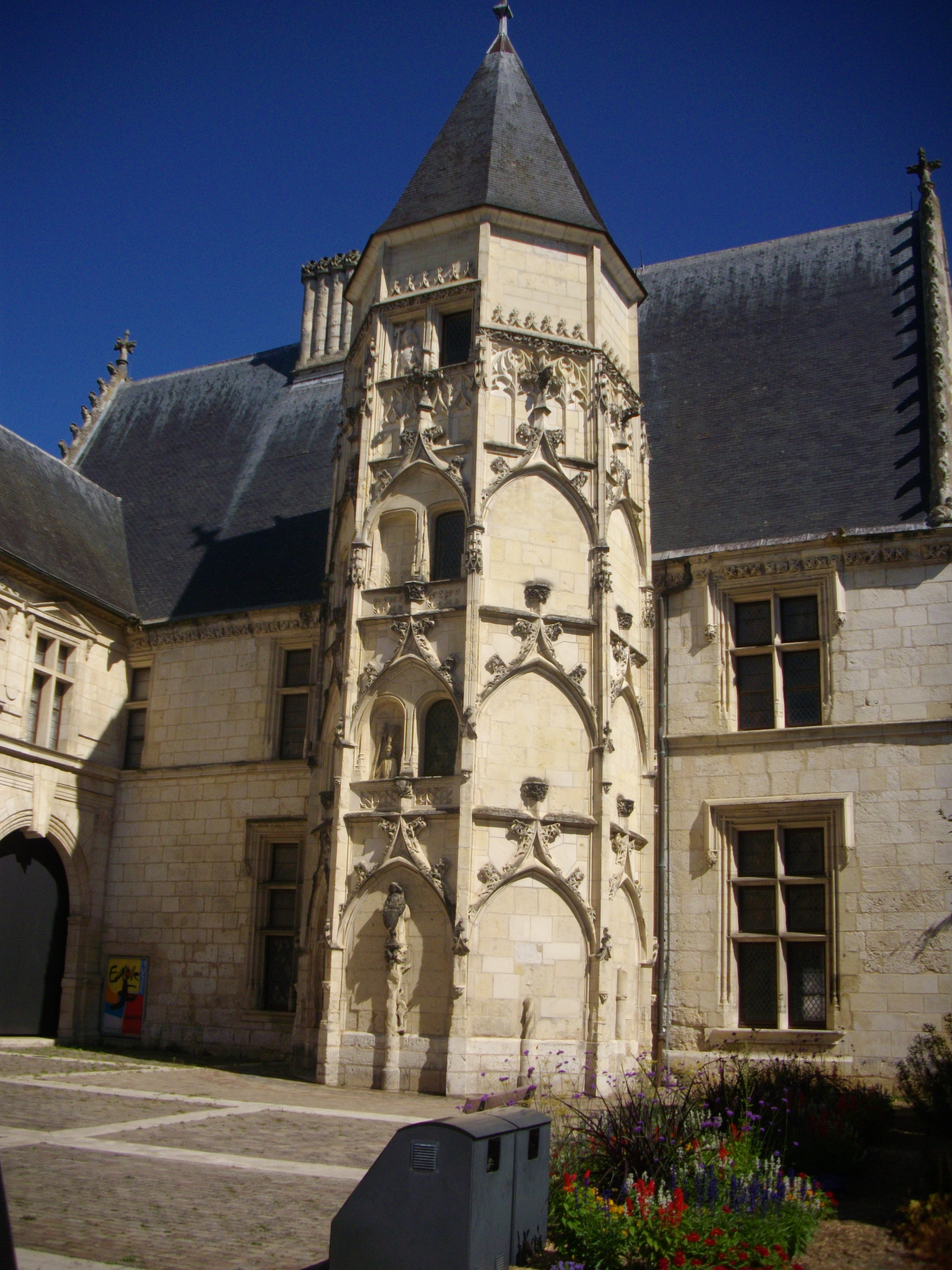
Hôtel des Échevins (Musée Estève)
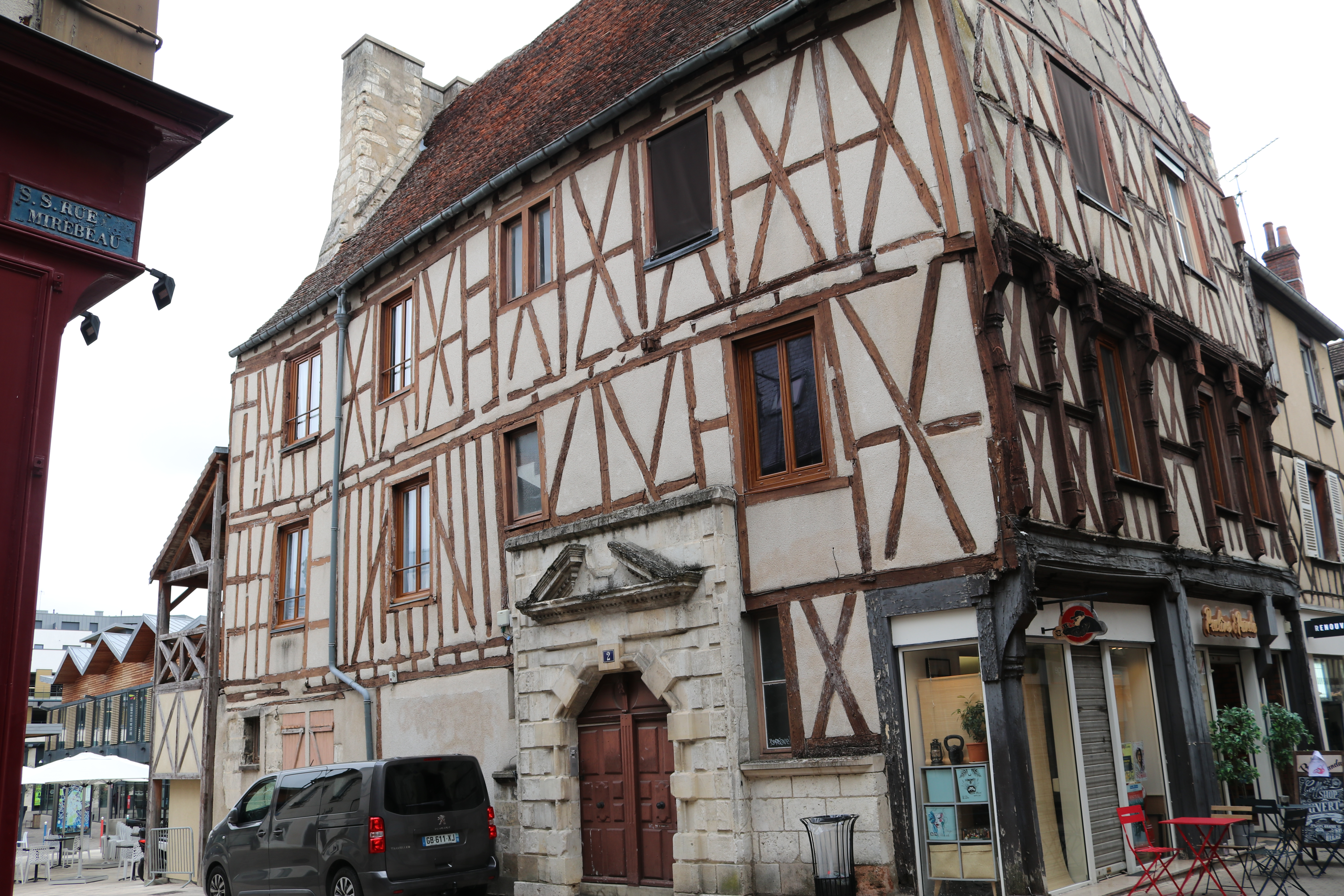
23 Rue Mirebeau
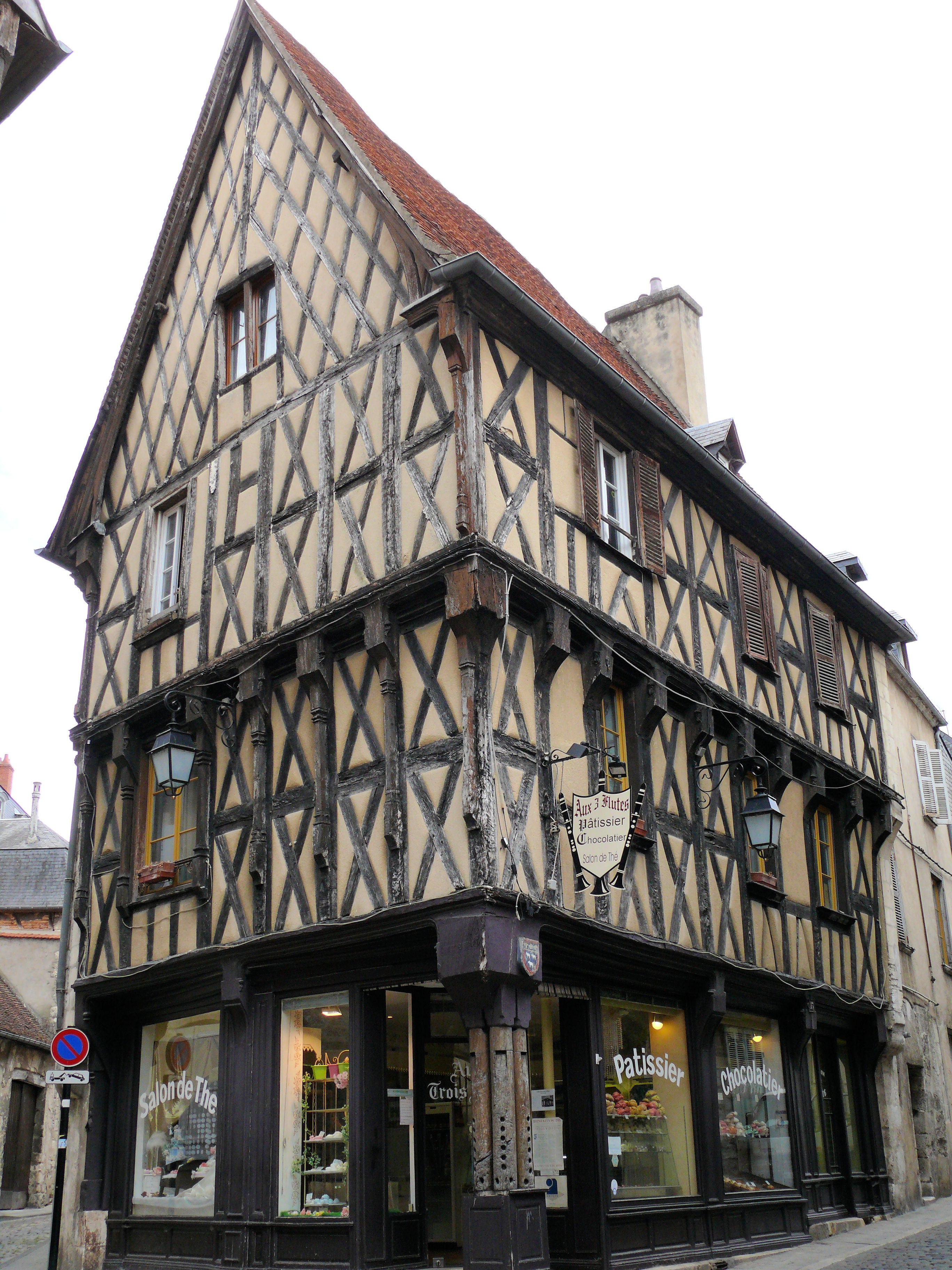
13 rue Joyeuse
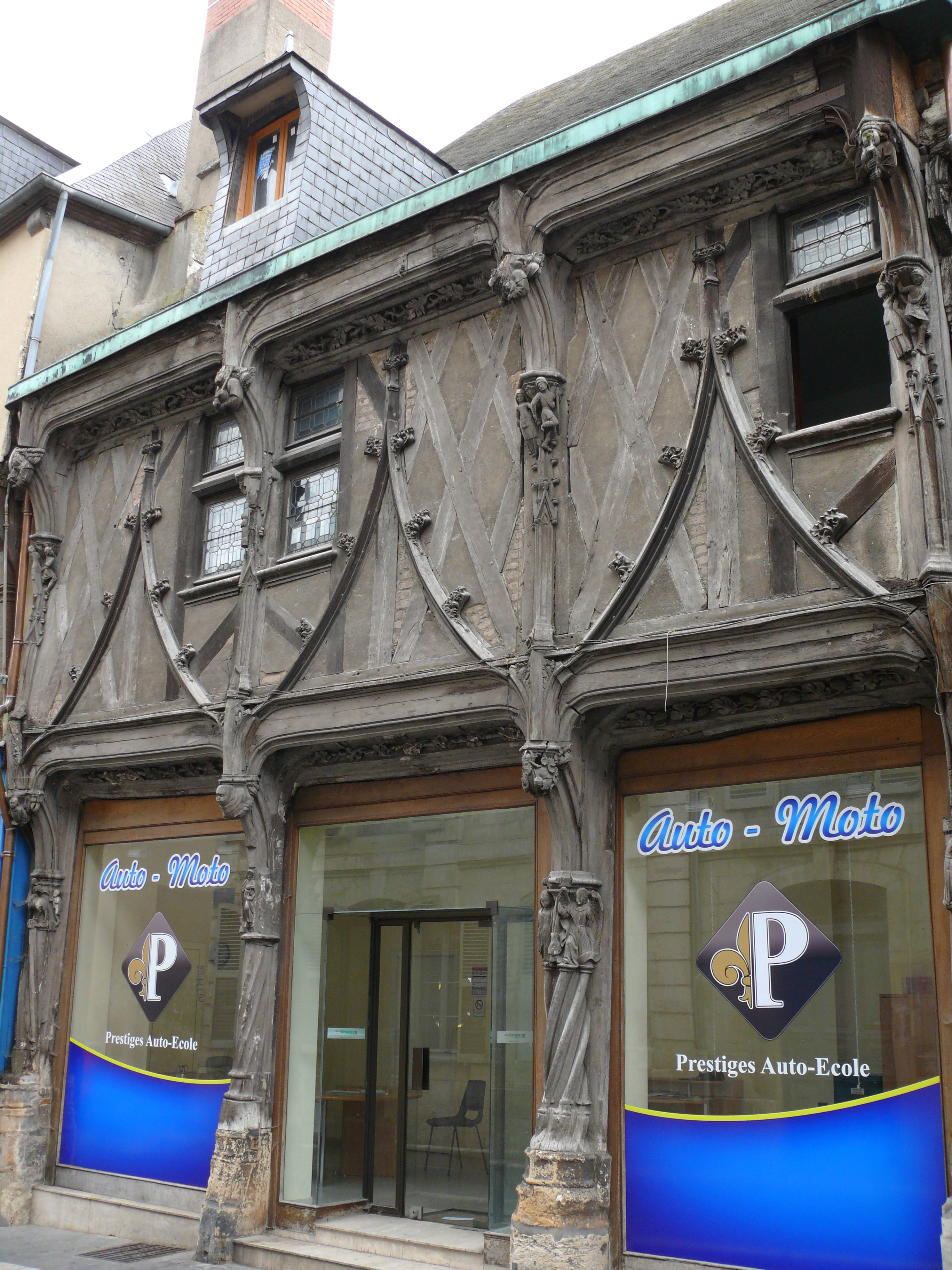
17 rue Gambon
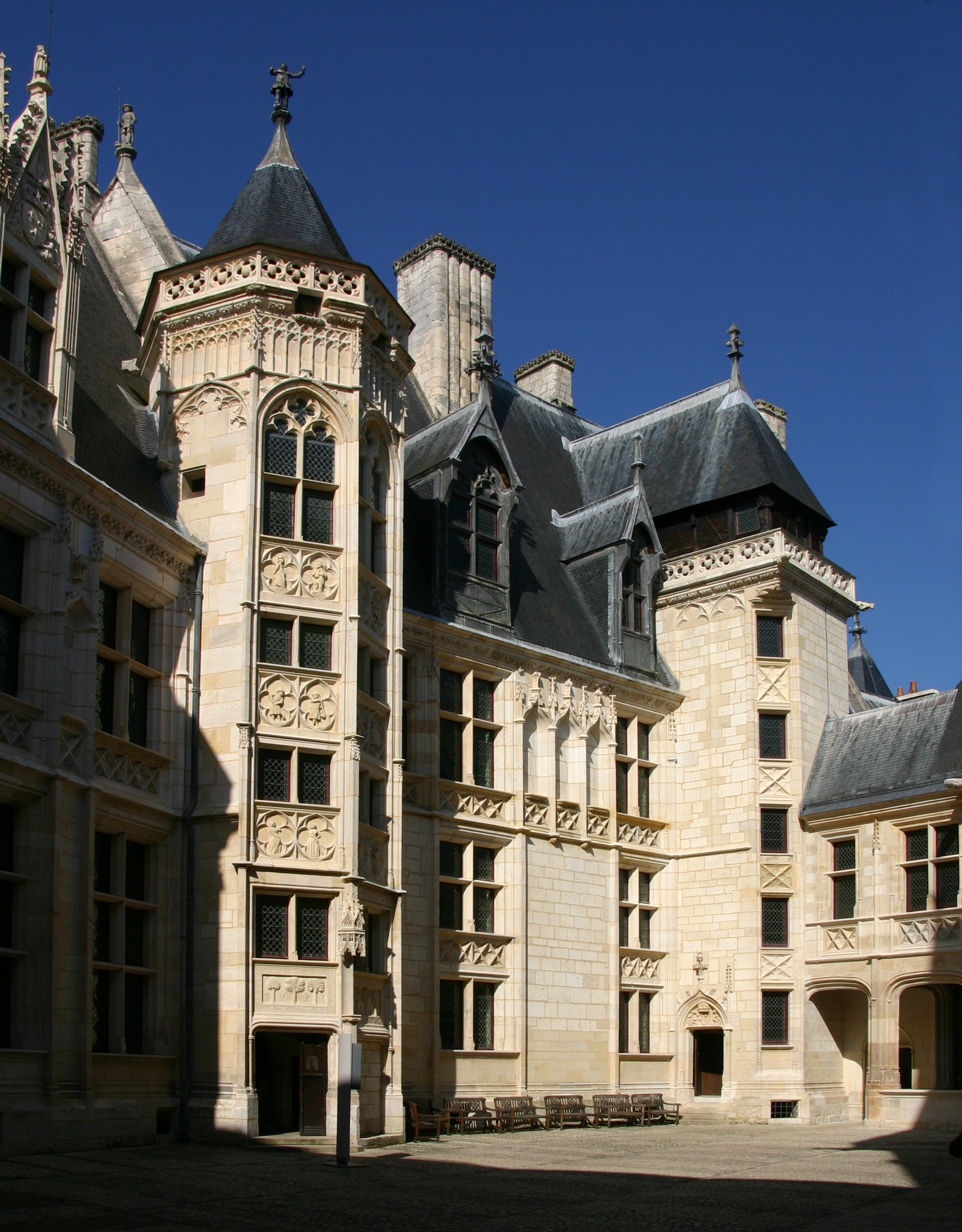
Palais Jacques-Cœur
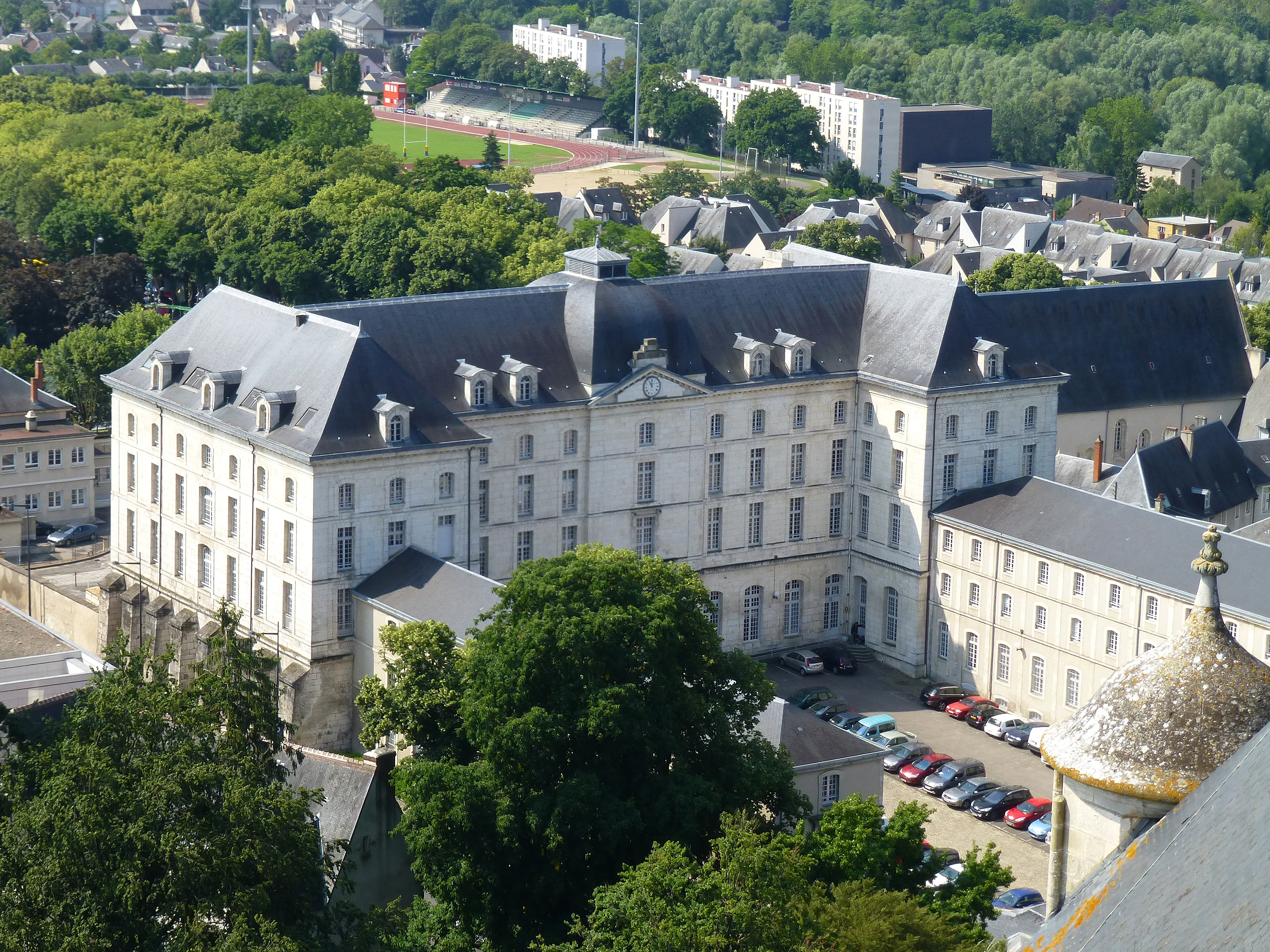
Ehem. Grand Séminaire (Ende 17. Jh.)

## Persönlichkeiten
Söhne und Töchter der Stadt
- Radulf von Bourges (um 800–866), Erzbischof von Bourges und Reformer und Stifter vieler Klöster
- Jacques Cœur (1395–1456), Kaufmann und königlicher Argentier des 15. Jahrhunderts
- Ludwig XI. (1423–1483), König von Frankreich
- Jean Colombe (um 1430–1493), spätmittelalterlicher Buchmaler
- Philippe Basiron (1450–1491), Komponist, Organist und Kleriker
- Franz Junius der Ältere (1545–1602), reformierter Theologe
- Pierre Motin (1566–1613), Schriftsteller
- Jean de La Chapelle (1651–1723), Diplomat, politischer Schriftsteller, Bühnenautor, Romancier und Mitglied der Académie française
- Laurent Bordelon (1653–1730), Gelehrter und Schriftsteller
- Jean Quinault (1656–1728), Schauspieler
- Joseph-Aignan Sigaud de Lafond (1730–1830), Physiker und Mediziner
- Émile Deschamps (1791–1871), Dichter, Dramatiker, Librettist und Übersetzer
- Charles-Émile Callande de Champmartin (1797–1883), französischer Maler
- Louis Lacombe (1818–1884), Komponist
- Agénor Bardoux (1829–1897), Politiker und Schriftsteller
- Édouard François André (1840–1911), Botaniker
- Berthe Morisot (1841–1895), Malerin des Impressionismus
- Gaston Cougny (1857–1908), Jurist, Kunsthistoriker und Biograf
- Gaëtan Gatian de Clérambault (1872–1934), Psychiater, Ethnologe und Fotograf
- Elisabeth von der Dreifaltigkeit (1880–1906), Karmelitin und Mystikerin
- Léon Pêtre (1881–1956), Kolonialbeamter
- Henri Sellier (1883–1943), Politiker und Städteplaner
- Henri Pinson (1885–1951), römisch-katholischer Geistlicher und Bischof
- Marcel Plaisant (1887–1958), Politiker und Widerstandskämpfer
- Vladimir Jankélévitch (1903–1985), Philosoph und Musikwissenschaftler
- Gérard Huet (* 1947), Informatiker
- Jean-Christophe Rufin (* 1952), Arzt, Reisender, Schriftsteller und humanitärer Aktivist
- Élisabeth Horem (* 1955), Schriftstellerin und Übersetzerin
- François Kalist (* 1958), katholischer Geistlicher, Erzbischof von Clermont
- Belle du Berry (1966–2020), französische Sängerin
- Thomas Bläsi (* 1971), Politiker in der Schweiz
- Patrice Gay (* 1973), Autorennfahrer
- Géraud Portal (* 1987), Jazzmusiker
- Etienne Déconfin (* 1990), Jazzmusiker
- Amidou Doumbouya (* 2007), französisch-guineischer Fußballspieler

## Städtepartnerschaften
- Augsburg, Deutschland
- Aveiro, Portugal
- Forlì, Italien
- Koszalin, Polen
- Palencia, Spanien
- Peterborough, Vereinigtes Königreich
- Joschkar-Ola, Russland